# Faro de Arenas Blancas
El faro de Arenas Blancas es un faro situado en la playa de Arenas Blancas, a 4 kilómetros al sureste de Lomo Oscuro, en la isla de La Palma, en el archipiélago de las Islas Canarias, España. Es uno de los cuatro faros principales de La Palma, ya que cada uno de estos marca un punto cardinal de la isla. Este faro marca el este, el faro de Punta Lava el oeste, el faro de Punta Cumplida el norte y el faro de Fuencaliente el sur. Está gestionado por la autoridad portuaria de la provincia de Santa Cruz de Tenerife.